# Кіндбергія
Кіндбергія (Kindbergia) — рід мохів родини Brachytheciaceae.
Рід був вперше описаний Ришардом Охірою в 1982 році.
Назва роду Kindbergia дана на честь Нільса Конрада Кіндберга (1832–1910), який був шведським бріологом.

## Опис
Види роду мають матове утворення та виростають до середнього чи великого розміру. Листя розташовані на повзучих стеблах і зазвичай перисті.
Рід має космополітичне поширення.

## Види
- Kindbergia africana (Herzog) Ochyra
- Kindbergia altaica (Ignatov) Ignatov & Huttunen
- Kindbergia arbuscula (Broth.) Ochyra
- Kindbergia brittoniae (Grout) Ochyra
- Kindbergia dumosa (Mitt.) Ignatov & Huttunen
- Kindbergia kenyae (Tosco & Piovano) O'Shea & Ochyra
- Kindbergia oedogonium (Müll. Hal.) Ochyra
- Kindbergia oregana (Sull.) Ochyra
- Kindbergia praelonga (Hedw.) Ochyra
- Kindbergia squarrifolia (Broth. ex Iisiba) Ignatov & Huttunen